# Cessna 195

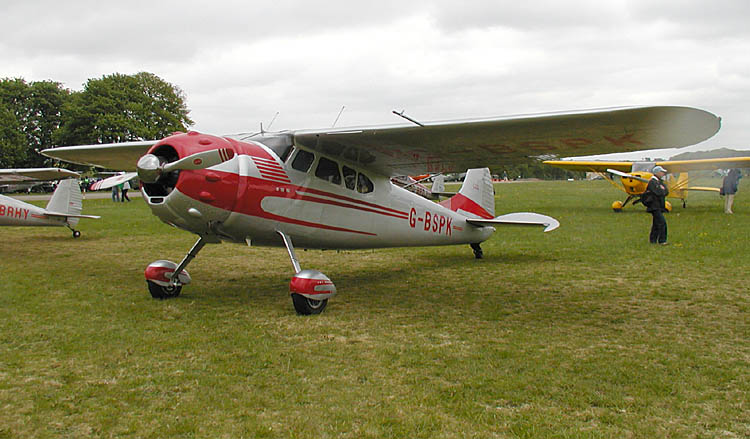
Cessna 195

Cessna 195 är ett högvingat monoplan från Cessna försett med landställ av typen sporrställ. Maskinen producerades mellan 1947 och 1954 och försågs med en radialmotor, även kallad stjärnmotor. Det är ett systerflygplan till Cessna 190; det tillverkades i sammanlagt 1 180 exemplar.